# Gylla crotalistria
Gylla crotalistria là một loài bướm đêm thuộc phân họ Arctiinae, họ Erebidae.